# کلر دی‌اکسید
دی‌اکسید کلر یا کلرین دی اکساید (به انگلیسی: Chlorine dioxide) یک ترکیب شیمیایی با شناسه پاب‌کم ۲۴۸۷۰ است. شکل ظاهری این ترکیب، گاز قرمز و زرد است که با افزایش غلظت پررنگ تر می‌شود. کلرین دی اکساید کاملاً در آب محلول بوده و حلالیت آن تابع فشار و دما کنکور
حساسیت گاز کلرین دی اکساید به فشار و دما مانع تولید انبوه و انتقال آن می‌گردد. به این دلیل این ماده بایستی در محل مورد نظر تولید و مصرف گردد. 
کشف کلرین دی اکساید معمولاً به سر هامفری دیوی، شیمیدان معروف انگلیسی، که در اوایل سال ۱۸۰۰ میلادی نتایج مربوط به واکنش میان کلرات پتاسیم و اسید سولفریک را گزارش نموده نسبت داده می‌شود. 
اولین کاربرد موفقیت‌آمیز کلرین دی اکساید برای کنترل بو و طعم آب آشامیدنی در شهر نیاگارا در سال ۱۹۴۴ منجر به کاررد آن در بسیاری از تأسیسات مشابه گردید. طی سال‌های بعد از این کاربرد، محققین متعدد به بررسی و مطالعه تأثیر کلرین دی اکساید در نابودسازی میکروبها در مقایسه با کلرین اقدام نمودند. 
کلرین دای اکساید به‌طور فزاینده جهت کنترل رشد میکروبی در صنایع مختلف نظیر صنایع شیر و لبنیات، نوشابه سازی، چوب و کاغذ، فرآوری مواد غذایی، کشتارگاه‌های صنعتی، تأسیسات تصفیه و تهیه آب آشامیدنی، و واحدهای تصفیه و بهسازی پساب‌های شهری و صنعتی به دلیل تأثیر قابل توجه این ترکیب در تخریب و حذف ترکیبات خطرناک نظیر فنل‌ها، سولفیدها، سیانیدها، تیوسولفات‌ها و مرکاپتان‌ها مورد استفاده قرار دارد. همچنین کاربرد این ماده به عنوان میکروب کش مؤثر در استخراج و بهره‌برداری از چاه‌های نفت و گاز بسیار موفقیت‌آمیز بوده‌است. 

## استانداردها
مطابق استاندارد کیفیت آب آشامیدنی سازمان بهداشت جهانی مربوط به سال 2011 (Guidlines for Drinking Water Quality, Fourth Edition, World Health Organization)، در سال‌های اخیر، به علت نگرانی‌های ناشی از محصولات جانبی ضدعفونی با کلر، کلرین دی اکساید مورد استفاده قرار گرفته‌است. معمولاً کلرین دی اکساید بلافاصله قبل از استفاده، با افزودن گاز کلر یا یک محلول آبی کلرین به سدیم کلریت محلول در آب، تولید می‌شود. کلرین دی اکساید در آب تجزیه می‌شود تا کلریت و کلرات را تولید نماید.